# Мыс (Иркутская область)
Мыс — село в Качугском районе Иркутской области России. Входит в состав Ангинского муниципального образования. 

## География
Находится на юго-западе региона, по р. Большая Анга, примерно в 35 км к востоку от районного центра.

## Население
По данным Всероссийской переписи, в 2010 году в селе проживали 33 человека (16 мужчин и 17 женщин).
| 2002 | 2010 | 2011 | 2012 |
| ---- | ---- | ---- | ---- |
| 54   | ↘33  | →33  | ↗36  |

## Инфраструктура
Личное подсобное хозяйство.

## Транспорт
Просёлочные дороги.